# Авиадарм
Авиада́рм (авиация действующей армии) — сокращённое наименование Управления заведующего авиацией действующей армии Вооружённых сил России имперского, революционного и советского периодов.

## История
Создан 5 (18) января 1915 года, с конца 1916 года именовалось как — Полевое управление генерал-инспектора военно-воздушного флота. В апреле 1917 года оно переведено на штат Полевого управления авиации и воздухоплавания (ПУАВ) при штабе Верховного главнокомандующего. После Октябрьской революции 1917 года в России задачами Авиадарма стали подготовка и перевод авиации и воздухоплавательных частей действующей армии в мирное положение. В апреле 1918 году Авиадарм прекратил своё существование.
Воссоздан 22 сентября 1918 года при Полевом штабе Реввоенсовета Республики в виде ПУАВ. Преобразован 25 марта 1920 года в штаб Красного воздушного флота действующей Красной армии и флота. Руководил боевыми действиями всех авиационных и воздухоплавательных частей.

## Возглавляли
- великий князь Александр Михайлович;
- С. А. Немченко
- С. А. Ульянин
- В. М. Ткачёв
- В. Л. Нижевский
- А. В. Сергеев